# Zuidelijke boommiereneter
De zuidelijke boommiereneter of zuidelijke tamandoea (Tamandua tetradactyla) is een miereneter uit het geslacht der boommiereneters (Tamandua). De wetenschappelijke naam van de soort werd in 1758 als Myrmecophaga tetradactyla gepubliceerd door Carl Linnaeus. Deze soort leeft in het grootste deel van Zuid-Amerika. Een tweede soort, de noordelijke boommiereneter (Tamandua mexicana) leeft in Midden-Amerika en het noorden van Zuid-Amerika.

## Uiterlijk
De zuidelijke boommiereneter is een middelgrote miereneter met een smalle, langgerekte kop en een lange, krachtige grijpstaart, die aan de onderzijde onbehaard is. De snuit is korter dan die van de reuzenmiereneter (Myrmecophaga tridactyla). De klauwen aan de voorpoten zijn lang, sterk en scherp. De grootste klauwen zitten aan de tweede, derde en vierde vinger. De vacht is lichtgeel tot donkerbruin. Bij dieren uit het zuiden en zuidoosten van het verspreidingsgebied is een zwarte tekening ("vest") op de schouders, borst en flanken aanwezig, terwijl bij dieren in het noorden van het verspreidingsgebied, waar het overlapt met dat van de noordelijke boommiereneter, de vacht egaal geelbruin is. Tussen deze twee gebieden in komen zowel dieren met een duidelijk vest als dieren met een egalere vacht voor. Hij wordt 53 tot 88 cm lang en 3,4 tot 8,5 kg zwaar. De staart is 50 tot 55,5 cm lang. De zuidelijke boommiereneter is wat kleiner dan de noordelijke boommiereneter.

## Verspreidingsgebied
De zuidelijke boommiereneter leeft in de beboste streken van Zuid-Amerika ten oosten van de Andes, van Colombia, Venezuela, Trinidad en de Guyana's zuidwaarts tot Uruguay en Noord-Argentinië. Hij komt in een grote verscheidenheid aan bostypen voor, van galerijbossen in savannes tot tropisch regenwoud, zowel in het laagland als in bergen tot op een hoogte van 1600 m in Bolivia.

## Voedsel
De zuidelijke boommiereneter leeft voornamelijk van middelgrote termieten en hun larven en poppen, maar ook van mieren, bijen en honing. Hij gaat vooral op zoek naar de bolvormige nesten van boombewonende mieren en termieten, waarbij de agressievere soorten en de soorten die chemische verdedigingsmiddelen gebruiken worden gemeden. Ook weten ze bij bepaalde mieren enkel de werksters te vangen, en de agressievere soldaten te mijden. Hij vindt de nesten met zijn reukzin. Met de scherpe voorklauwen breekt hij de nesten van deze dieren open, en met de 40 cm lange tong, bedekt met kleverig speeksel, haalt hij de dieren uit het nest. Per dag eet hij ongeveer 9000 mieren en termieten.

## Gedrag
De zuidelijke boommiereneter is voornamelijk 's nachts, maar ook overdag actief. Per dag is hij zo'n acht uur actief. Hij leeft zowel op de grond als hoog in de bomen. Het is een goede klimmer, maar op de grond beweegt hij zich traag en ongemakkelijk voort. Tijdens het klimmen gebruikt hij de staart als vijfde poot. Het is tevens een prima zwemmer.
De zuidelijke boommiereneter leeft overwegend solitair in een vast woongebied. Het woongebied is kleiner in dichte bossen dan in open bossen en bossavannes. Enkel in de paartijd (in de herfstmaanden) leven de dieren in tijdelijke paartjes. Een vrouwtje krijgt één jong na een draagtijd van vier à vijf maanden. Het jong wordt meestal op de rug van de moeder meegedragen. Enkel tijdens het eten wordt het jong op een tak vlak bij de voedselplek gezet, of achtergelaten in een nest van bladeren.
Belangrijke vijanden zijn de harpij en de poema, maar ook honden. Bij bedreiging op de grond gaat hij rechtop staan, steunend op zijn staart, met zijn rug naar een boom of een rots gekeerd. Met de scherpe klauwen aan zijn sterke voorpoten haalt hij meerdere malen uit naar zijn belager. Hij kan op deze manier lelijke verwondingen toebrengen.
De zuidelijke tamandoea is geen bedreigde soort. Hij komt voor in een groot gebied, waaronder in een groot aantal beschermde natuurgebieden. Soms wordt er op deze soort bejaagd als sport of voor het leer, of worden ze aangereden door auto's.

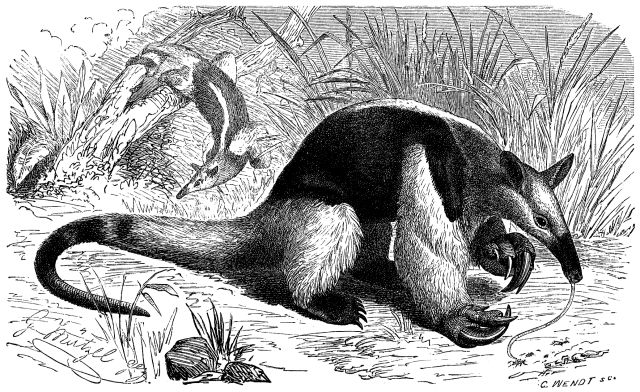
Afbeelding uit Brehms Tierleben (1887)
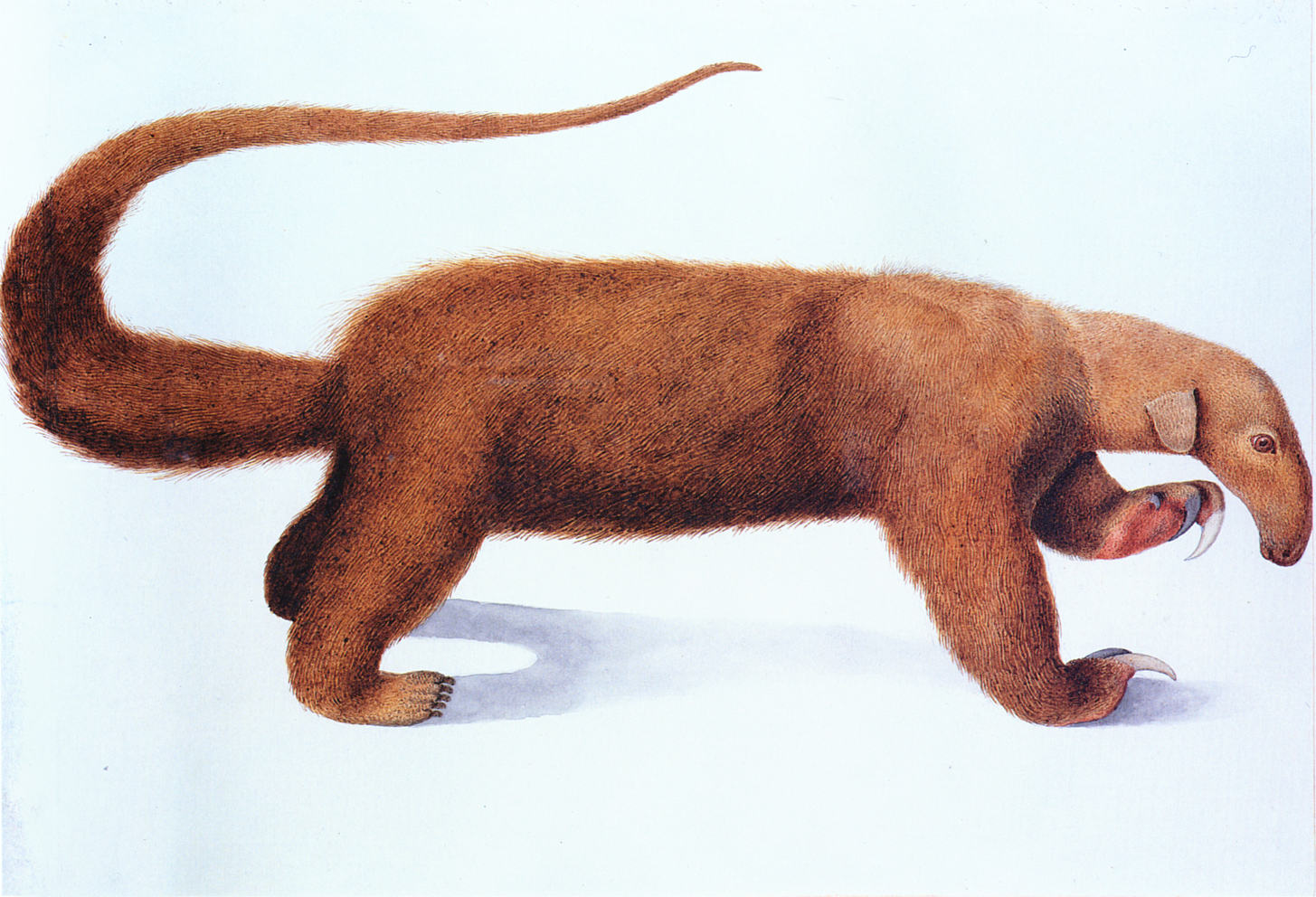
Tekening van dier met egale vachtkleur